# Joan Ernest IV de Saxònia-Coburg-Saalfeld
Joan Ernest IV de Saxònia-Coburg-Saalfeld (en alemany Johann Ernst von Sachsen-Cobirg-Saalfeld) (Gotha, Alemanya, 22 d'agost de 1658 - Saalfeld, 17 de febrer de 1729) era el desè fill del duc Ernest I de Saxònia-Gotha-Altenburg (1606-1675) i de la princesa Elisabet Sofia de Saxònia-Altenburg (1619-1680).
En morir el seu pare, el 1675, Joan Ernest va governar el ducat de Saxònia-Gotha-Altenburg conjuntament amb els seus germans, tal que havia quedat establert en el testament. Amb tot, el 1680 els germans es va posar d'acord per dividir els béns heretats. Així, Joan Ernest es va convertir en duc de Saxònia-Saalfeld amb les ciutats de Gräfenthal, Probstzella i Pössneck. Una herència repartida de forma desigual, cosa que va provocar no pocs conflictes entre els germans implicats, que es van agreujar amb la mort sense descendència de tres dels germans. Amb el temps, Joan Ernest va prendre possessió també dels dominis de Coburg, Römhild i part de Themar. Els seus descendents van mantenir la seu central del ducat a Coburg.

## Matrimoni i fills
El 18 de febrer de 1680 es va casar a Merseburg amb Sofia Hedwig de Saxònia-Merseburg (1660-1686), filla de Cristià I (1615-1691) i de Cristiana de Schleswig-Holstein-Sonderburg-Glücksburg (1634-1701). El matrimoni va tenir cinc fills, dels quals només dos arribaren a l'edat adulta: 
- Cristiana Sofia (1681-1697).
- Una filla nascuda morta el 1682.
- Cristià Ernest (1683-1745), casat amb Cristiana Frederica de Koss (1686-1743).
- Carlota Guillemina (1685-1767), casada amb Felip Reinhard de Hanau-Lichtenberg (1664-1712).
- Un fill nascut mort el 1686.

Després de la mort de la seva dona, el 2 de desembre de 1690 es va casar amb Carlota Joana de Waldeck-Wildungen (1664-1699), filla del comte Josies II (1636-1669) i de la comtessa Guillemina Cristina de Nassau-Siegen (1625-1707). El matrimoni va tenir vuit fills, sis dels quals arribaren a l'edat adulta: 
- Guillem Frederic (1691-1720)
- Carles Ernest (1692-1720)
- Sofia Guillemina (1693-1727), casada amb Frederic Anton de Schwarzburg-Rudolstadt (1692-1744).
- Enriqueta Albertina (1694-1695)
- Lluïsa Emília (1695-1713)
- Carlota, nascuda i mort el 1696.
- Francesc Josies (1697-1764), casat amb la princesa Anna Sofia de Schwarzburg-Rudolstadt (1700-1780).
- Enriqueta Albertina (1698-1728)